# Legend of a Mind
Legend of a Mind is een nummer van de Britse progressieve-rockband Moody Blues, geschreven door fluitist Ray Thomas, die ook de leadzanger is. "Legend of a Mind" werd opgenomen in januari 1968 en werd voor het eerst uitgebracht op het Moody Blues-album In Search of the Lost Chord. Het was het eerste nummer dat de band opnam voor het album.
De originele promotiefilm in zwart-wit van het nummer werd gefilmd op locatie in Kasteel Groot-Bijgaarden bij Brussel in België.

## Beschrijving
De tekst heeft als thema Timothy Leary, een Amerikaanse psycholoog en voorvechter van experimenten met lsd uit de jaren zestig. Leary was zoals gezegd een groot voorstander van het gebruik van lsd met als doel spiritueel genot. Zijn bekende spreuk hierover luidt: "Turn on, tune in, drop out", wat in deze context verwijst naar het consumeren van drugs (turn on), je bewust worden wat er in de maatschappij gaande is (tune in) en je niet meer op school vertonen (drop out).
Het nummer is misschien het meest bekend om zijn openingsregels "Timothy Leary is dood / Nee, nee, nee, hij kijkt naar buiten", wat verwijst naar Leary's gebruik van oosterse mystiek (met name het Tibetaans dodenboek) om de psychedelische ervaring tot uitdrukking te brengen.
De tekst beschrijft zowel Leary zelf als de effecten van lsd.
"Legend of a Mind" is een van de langere nummers van de Moody Blues: het duurt ongeveer zes en een halve minuut. Het nummer bevat ook een fluitsolo van Ray Thomas, die halverwege begint en ongeveer twee minuten duurt.
Tijdens de jaren tachtig pasten Thomas en toetsenist Patrick Moraz (die in 1978 bij de band kwam om Mike Pinder te vervangen) de live-uitvoering van het nummer aan door een fluit-en-keyboardduet te componeren als onderdeel van de fluitsolo. Het fluit-en-klavierduet in "Legend of a Mind" was soms het meest populaire onderdeel van The Moody Blues-concerten, en Ray Thomas ontving vaak een staande ovatie aan het einde van de fluitsolo voor zijn uitvoering. Zelfs nadat Moraz de band in 1991 had verlaten, werd het duet nog steeds uitgevoerd als onderdeel van het nummer met sessiemuzikant Bias Boshell op het toetsenbord. Een volledige liveopname van het nummer is te vinden op de luxe-editie van hun livealbum A Night at Red Rocks with the Colorado Symphony Orchestra.
"Legend of a Mind" wordt niet meer live uitgevoerd door The Moody Blues sinds Ray Thomas in 2002 met pensioen ging, hoewel het in 2019 werd uitgevoerd door de soloband van John Lodge.
Een opnieuw opgenomen versie van het nummer met afwijkende teksten, "Legend of a Mind (Timothy Leary Lives)", verscheen op Timothy Leary's album Beyond Life with Timothy Leary uit 1996.

## Bezetting
- Ray Thomas: leadzang, fluit
- Justin Hayward: 6- en 12-snarige akoestische gitaar, elektrische gitaar, achtergrondzang
- John Lodge: basgitaar, achtergrondzang
- Mike Pinder: mellotron, achtergrondzang
- Graeme Edge: drums, percussie, tabla